# Friedrich-Franz-Gymnasium (Parchim)
Das Friedrich-Franz-Gymnasium (FFG) ist ein Gymnasium in Parchim, Mecklenburg.

## Geschichte

### Große Stadtschule
Nach der Vorarbeit von Johann Riebling entstand 1564 die Parchimer Lateinschule. Zugleich war sie eine Partikularschule für Kinder aus dem Bürgertum der Städte, für Söhne von wohlhabenden Landwirten und ländlichen Pfarrern im Südwesten Mecklenburgs. Als Gelehrtenschule im Sinne der Kirchenordnung von 1542 sollte sie die Schüler auf das Studium an einer Universität vorbereiten. Anfangs hatte sie drei Lehrer für 150 Schüler. Sie entwickelte sich zu einer angesehenen Bildungsinstitution, die viele auswärtige Schüler anzog. Die Hälfte des Unterrichts entfiel auf Latein; hinzu kamen ein wenig Altgriechisch, Religion, Gesang und Rechnen. In der Eingangsklasse wurden auch deutsches Lesen und Schreiben unterrichtet. Ab 1605 gewann der Magistrat an Einfluss. Der Dreißigjährige Krieg und die Pest ließen die Zahl auswärtiger Schüler zurückgehen. Die Gelehrtenschule verkümmerte zur Bürgerschule.

### Friedrich-Franz-Gymnasium

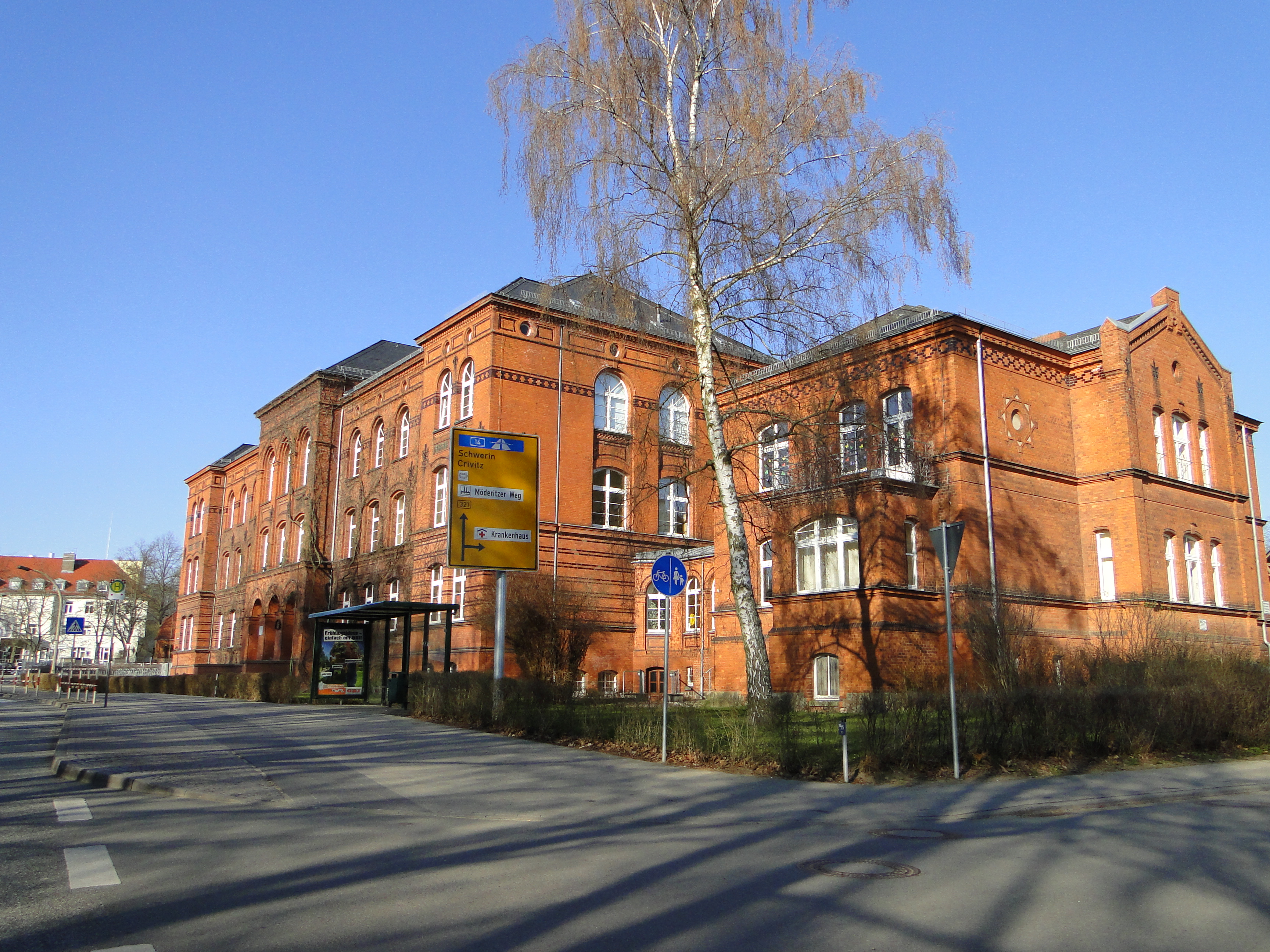
Das ehemalige Friedrich-Franz-Gymnasium an der Parchimer Wallallee, heutige Regionale Schule J. W. v. Goethe (2012)

Großherzog Friedrich Franz I. (Mecklenburg) machte die Große Stadtschule 1827 zum Gymnasium mit neuhumanistischen Zügen. Sie verwirklichte die pädagogischen Vorstellungen von Johann Wehnert (1756–1825).
Zum Direktor wurde Johannes Zehlicke (1791–1856) berufen. Mit dem Konrektor Heinrich Gesellius erarbeitete er eine neuhumanistische Lehrverfassung, einen erstmals zusammenhängenden Lehrplan. Schwerpunkt des Unterrichts war „die Originalbildung der schönen griechischen Welt und die dieser abhängigen großen römischen“. Ihm waren 38 % des Stundenvolumens gewidmet. Neben den religiösen Unterweisungen legte man großen Wert auf die Bildung in der deutschen und in einer modernen Sprache wie Französisch. Auch war die Bedeutung der Mathematik für folgerichtiges und abstraktes Denken erkannt worden. In den Naturwissenschaften wurden biologische Kenntnisse erworben; erst später kamen Physik und Chemie hinzu. In den ersten fünf Jahren wuchs die Schülerzahl von 42 auf 163. Mit dem Charakter (Titel) als Oberschulrat trat Zehlicke 1851 nach 24 Dienstjahren in den Ruhestand.
Zehlicke hatte erkannt, dass die Industrielle Revolution in Deutschland andere Bildungsinhalte verlangte als die Gelehrtenschule. Deshalb wurde 1841 ein realgymnasialer Teil „für Gebildete, zukünftige Landwirte, Militärs, Kaufleute, Baumeister, Rechnungsführer, Techniker und Industriebetreiber“ eingerichtet. In den Realklassen wurde neben Latein die englische Sprache unterrichtet. Die Lehrpläne erarbeitete der Konrektor Jakob Heussi (1803–1883), ein Schüler von Johann Heinrich Pestalozzi. Für die Ausarbeitung der Lehrpläne genutzt wurde dafür das Präsidentenhaus (Parchim). Das Realgymnasium lief Ende der 1920er Jahre aus. Angegliedert wurde 1845 eine dreistufige Vorschule, die bis 1919 bestand.
Im Dreikaiserjahr wurde an den Wallanlagen der Grundstein für einen weiteren Neubau gelegt, der 1890 eingeweiht wurde. Die Jahrgangsstufen trugen Schülermützen: grüne in Sexta und Quinta, dunkelblaue in Quarta, dunkelgrüne in der Tertia, dunkelblaue in der Sekunda (ab 1932 hellblaue in der Untersekunda) und schwarze in der Prima.

### Moltke-Oberschule
Der Begriff Oberschule tritt im Parchimer Schulwesen dreimal auf, einmal zeitgleich, einmal zeitversetzt. Die Weimarer Republik kannte mehr als 70 verschiedene Schularten. Die Schulen der Höheren Bildung blieben im Wesentlichen unverändert. Bei beständig steigenden Schülerzahlen öffneten sie sich Mädchen. In Parchim rückte das Deutschtum zulasten der Fremdsprachen in den Vordergrund.
In der Zeit des Nationalsozialismus wurde die Oberschule zur Standardform des Schultyps, der zum Abitur führte. Das Friedrich-Franz-Gymnasium wurde ab 1937 schrittweise zu einer Oberschule für Jungen umgewandelt und 1939 nach Helmuth Karl Bernhard von Moltke benannt. Sie hatte sowohl einen sprachlichen Zweig mit Englisch, Latein und Französisch als auch einen mathematischen Zweig mit Englisch, Latein und besonders Mathematik. Die Oberprima entfiel.

### Oberschule nach 1945, dann Erweiterte Oberschule
Das Gesetz zur Demokratisierung der deutschen Schule (1946) sah vor, dass nach der achtjährigen Grundschule (DDR) eine vierjährige Oberschule zum Abitur führen sollte. Sie hatte einen „neusprachlichen“ Zweig mit Russisch, Englisch und Latein und einen mathematisch-naturwissenschaftlichen Zweig. Durch Fächer wie Gegenwartskunde und die gesamte Lehrplangestaltung, besonders in Geschichte, beeinflussten immer mehr ideologische Zielstellungen den Unterricht. Die Einrichtung eines Internats (1948) erhöhte die Bildungschancen für Kinder vom Land. Ab Mitte der 1950er Jahre legte man großen Wert darauf, unterschiedliche Vorleistungen in Stadt und Land auszugleichen und möglichst alle Schüler zum Abitur zu führen.
Als 1959 die Polytechnische Oberschule errichtet wurde, entstand die Erweiterte Oberschule. Im Zuge der polytechnischen Bildung wurde 1962 eine volle Berufsausbildung eingeführt. So konnte bis 1970 mit dem Abitur gleichzeitig ein Facharbeiterbrief erworben werden. Ab 1969 wurde nach einem einheitlichen Lehrplan für alle Schüler unterrichtet, nämlich Russisch, Englisch, Mathematik, Naturwissenschaften und anderes. Fakultative Angebote waren Latein und Literatur. Außerdem wurde wöchentlich ein Produktionspraktikum durchgeführt. In den 1980er Jahren verblieben alle Schüler bis zur 10. Klasse an der POS. So entstand die (sehr diskutable) zweijährige Abiturstufe. Zusätzlich wurde in Parchim eine vierjährige Spezialklasse für verstärkten neusprachlichen Unterricht (russisch, englisch, französisch) angeboten.

### Neugründung
Nach der Wende und friedlichen Revolution in der DDR wurde die Schule 1991 als Gymnasium neu gegründet. Seit 1994 trägt sie wieder den Namen Friedrich-Franz-Gymnasium. Die historische und nun wieder benutzte Abkürzung FFG wird im aktuellen Schulprogramm zugleich als F- fair; F- fordernd; G- ganzheitlich interpretiert.
Im Juni 2013 erhielten der Schulleiter Volkhard Merzsch und der AWT (Arbeit-Wirtschaft-Technik)-Lehrer Burkhard Neels den Großen Preis der Wirtschaft 2013 vom Unternehmerverband Mecklenburg-Vorpommern als Pioniere einer wirtschaftsnahen Bildung in Mecklenburg-Vorpommern.

## Gebäude

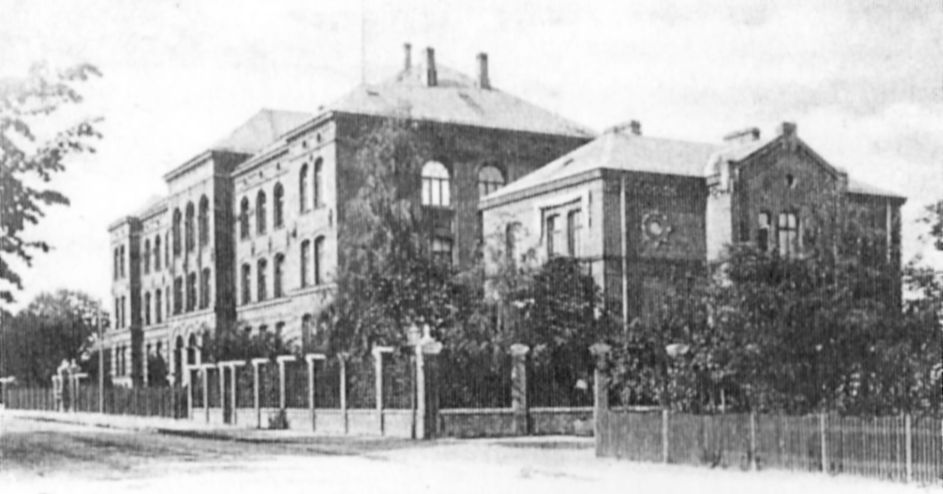
Friedrich-Franz-Gymnasium, Bau an der Wallallee von 1890 (1908)

Erstes bekanntes Schulhaus der Gelehrtenschule war 1605 die umgebaute Blutskapelle, eine ehemalige Wallfahrtskirche, auf dem höchsten Punkt der Altstadt. An derselben Stelle entstand 1804 ein Ersatzbau, das sog. Rote Haus. Später wurde das Schulgebäude durch das damalige Präsidentenhaus erweitert. Dieses wurde 1890 Heimstatt einer Höheren Töchterschule, später Lyceum. Ein repräsentatives Gymnasialgebäude wurde 1890 in der Wallallee 1 eingeweiht. Der Schulkomplex mit Turnhalle, Direktorenhaus und Außentoiletten besaß moderne Fachkabinette für Physik, Chemie und Kunsterziehung sowie eine Aula mit einer Orgel. Bis 1945 wurden Gymnasiasten unterrichtet. Bis 1950 nutzte die Rote Armee das Haus als Lazarett.
Nach der Rückgabe beherbergte das Gebäude eine achtklassige Grundschule, die 1955 zur Mittelschule ausgebaut wurde. Ihr entwuchs eine zehnjährige polytechnische Oberschule, weil das Haus für acht Klassen zu groß war. Derzeit nutzt es die Regionale Schule J. W. v. Goethe. Das heutige Friedrich-Franz-Gymnasium befindet sich in der Ziegendorfer Chaussee 71 in einem großzügigen modernen Schulgebäude.

## Schulaufsicht
Der Unterricht wurde zunächst durch junge Theologen und Küster gegeben. Das allein ermöglichte dem Landesherrn die Einführung der Schulpflicht. Die Schulaufsicht war Teil des Landesherrliches Kirchenregiments. An der Großen Stadtschule und am Gymnasium übernahm diese ein Scholarchat unter Vorsitz des Parchimer Superintendenten. Weitere Mitglieder waren der Pfarrer der St.-Marien-Kirche (Parchim) und zwei Ratsmitglieder. Erst nach der Novemberrevolution endete die geistliche Schulaufsicht. Lediglich der Religionsunterricht blieb kirchlich gebunden.
In der Sowjetischen Besatzungszone wurden Schule und Kirche nach dem neuen Schulgesetz vollkommen getrennt. Der Religionsunterricht oblag den Kirchgemeinden, die in Parchim eigens dafür Räumlichkeiten schufen. Als Jugendliche der Oberschule sich Anfang der 1950er Jahre am Aufbau von Jugendgruppen der Jungen Gemeinde beteiligten, wurden sie März 1953 der Schule verwiesen. Nach dem Aufstand des 17. Juni wurden diese Verweise aufgehoben.
Schulträger des 1991 neugegründeten Gymnasiums war der Landkreis Parchim und ist in seiner Nachfolge der Landkreis Ludwigslust-Parchim. Die Fach- und Dienstaufsicht liegt beim Kultusministerium des Landes Mecklenburg-Vorpommern.

## Lehrer
An der Großen Stadtschule waren die Amtsbezeichnungen Rektor, Konrektor, Kantor, Subrektor und Präzeptor. Die Gymnasiallehrer am FFG hießen Subrektor, Kantor, Succentor, Collaborator, und Schreiblehrer. Ab 1835 gab es außer dem Direktor und dem Konrektor nur Oberlehrer und Collaboratore. 1864 hatte das FFG vier Oberlehrer und sechs Collaboratore, die später Kandidaten für den höheren Schuldienst hießen. Hinzu kamen drei in Lehrerseminaren ausgebildete Lehrer für die Vorschule. 1880 lief die Konrektorenstelle aus. 1900 bestand das Kollegium des FFG aus dem Direktor, 14 Oberlehrern und vier seminaristisch ausgebildeten Lehrern für Zeichnen, Gesang, Turnen und die Vorschule. In der Weimarer Republik kamen Referendare, Assessoren und Studienräte nach Parchim. 1921 wurde der letzte von zehn Gymnasialprofessoren pensioniert. Der Schulleiter war ab 1931 ein Oberstudiendirektor. Viele Pädagogen des FFG erwarben an der Universität den Doktortitel.
In der Sowjetischen Besatzungszone und in der Deutschen Demokratischen Republik blieb die Bezeichnung Rektor/Schulleiter (ab 1952 Direktor) für alle Schultypen in Parchim erhalten. Nicht voll ausgebildete Neulehrer wurden als Lehramtsbewerber (LAB) angestellt. Nach der 1. Lehrerprüfung waren sie Lehramtsanwärter (LAA), nach der 2. Lehrer. An der EOS unterrichteten voll ausgebildete Lehrer mit Spezialkenntnissen in mindestens zwei Fächern (Fernstudium oder Universitätsabschluss).
Lehrer
- Ernst Moritz Arndt (Lehrer) (1885–1962), erster Direktor der Oberschule nach 1945[EN 11]
- Walter Dahnke (1890–1972), Heimatforscher für Biologie[EN 12]
- August Dühr (1806–1896), klassischer Philologe
- Ernst Frahm (1838–1922), mecklenburgisches Schulrecht[EN 13]
- Albert Freybe (1835–1911), Mecklenburger Sitten- und Literaturforscher[EN 14]
- Leopold Gerlach (1834–1917), Kulturwissenschaftler
- Ernst Sellin (1867–1946), Alttestamentler, unterrichtete 1891 bis 1894
- Paul Gossel (1881–1966), Kunsterzieher, Landschaftsmaler und Grafiker
- Bernfried Ribbe (1932–1986), Biologe, Kenner der Lewitz[EN 15]
- Ferdinand Schröder (1812–1884), Theologe und Publizist
- Hans Timm (1815–1869), Leiter der Turnbewegung[EN 16]
- Ludwig Wulff (1855–1930), Kristallograph[EN 17]

## Schulleitung

### Rektoren der Großen Stadtschule
Einige finden sich im Rostocker Matrikelportal; einige waren Pastoren in der Griesen Gegend.
- 1564–1568 Henricus Baventer
- 1568–1570 Christian Miccinus
- 1571–1581 Michel Gesenius
- 1581–1582 Henricus Occanus
- 1583–1588 Georgius Wachtmann
- 1589–1593 Paul Tarnow
- 1593–1596 Johannes Hanalius
- 1596–1605 Christoph Matthias
- 1605–1612 Peter-Christian Rabanus
- 1613 Bernhard Latomus
- 1613–1616 Peter Ruthanus
- 1616 Peter Rathmann
- 1616–1633 Joachim Taumann
- 1633–1637 Joachim David Movius
- 1637–1638 Augustin Mauritius
- 1647–1650 Christoph Neofanius
- 1650–1654 Johann Bellin
- 1654–1662 Christian Sigismund Wolf
- 1668–1669 Franz Ernst Düffhusen
- 1669–1679 Borward Rölig
- 1679–1680 Joachim Krisow
- 1680–1684 Gottlieb Nikolaus Wasmuth
- 1685–1689 Samuel von Sommerfeld
- 1690–1706 Johann Wiez
- 1706–1728 Zacharias Cordes
- 1728–1748 Joh. Christian Brandenburg
- 1748–1751 Joh. Joachim Ansehl
- 1751–1752 Joh. Bernhard Güldenzopf
- 1752–1767 Joh. Heinrich Gelle
- 1768–1770 Burghard Joachim Siggelkow
- 1770–1782 Ernst Friedrich Mowe
- 1782–1825 Joachim Christian Wehnert

### Direktoren des Friedrich-Franz-Gymnasiums und der Moltke-Oberschule
- 1827–1851 Johannes Zehlicke
- 1851–1863 Friedrich Lübker
- 1863–1875 Carl Conrad Hense
- 1875–1882 Adolph Meyer
- 1882–1900 Julius Strenge
- 1900–1916 Anton Kuthe
- 1916 Albert Klapp i. V.
- 1916–1932 Hellmuth Leopoldi
- 1932–1945 Max Wiegandt

## Schüler
- Jürgen Andrees (* 1935), Wirtschaftsingenieur und Politiker
- Carl Balck (1831–1920), Jurist und Historiker
- Ernst Bardey (1828–1897), Mathematiker und Lehrer
- Alexander Behm (1880–1952), Physiker
- Gottfried Bierstedt (1853–1924), Jurist
- Gustav von Boddien (1814–1870), Forstmann, Dichter und Zeichner
- Gustav von Both (1772–1835), Generalleutnant
- Franz Floerke (1811–1889), Jurist
- Hartwig von Hundt-Radowsky (1780–1835), Autor und Antisemit
- Bernhard Korupp (1927–2006), Landwirt und Politiker
- Erich Mühsam (1878–1934), Schriftsteller, Publizist und Antimilitarist
- Fritz Reuter (Dichter) (1810–1874), Dichter und Schriftsteller
- Ludwig Rose (1819–1886), Rittergutsbesitzer, Mitglied des Deutschen Reichstags
- Theo Saevecke (1911–2000), Kriegsverbrecher
- Carl Schlettwein (1830–1897), Gutsbesitzer und Verwaltungsjurist
- Paul Schröder (1887–1930), Jurist und Politiker
- Werner Schultz (1878–1944), Internist und Hämatologe
- Albert Schultz-Lupitz (1831–1899), Agrarwissenschaftler und Politiker
- Alfred Schweder (1911–1992), Jurist, Beamter, SS-Führer und Journalist
- Carl Sellin (1883–1910), Pädagoge und Spiritist
- Otto Staudinger (1830–1900), Lepidopterologe
- Friedrich Stratmann (1875–1952), Politiker
- Friedrich-Franz Wiese (1929–2009), Politiker, Gulag-Häftling und Chemiker
- Friedrich Franz Wolff (1873–1950), Lehrer und Politiker
- Ludolph Friedrich von Wrisberg (1823–1894), Jurist, Beamter und Politiker
- Adolf Zehlicke (1834–1904), Lehrer und Schriftsteller